# Sphinx constricta
Sphinx constricta là một loài bướm đêm thuộc họ Sphingidae. Nó được tìm thấy ở Nhật Bản.
It is similar to Sphinx ligustri.
Ấu trùng ăn Enkianthus perulatus, Helwingia japonica, Ilex crenata, Ilex macropoda, Rhododendron, Spiraea salicifolia, Spiraea thunbergii, Viburnum dilatatum và Weigela hortensis.